# 謝成
謝 成（しゃ せい、? - 1394年）は、元末から明初の軍人。濠州（現在の安徽省鳳陽県）の人。朱元璋に仕えて、明建国の功臣となった。

## 生涯
至正13年（1353年）、定遠攻略に参加した24将の1人。滁州・和州攻略に参加した。集慶を攻略して、総管となった。寧国・婺州を攻略して、管軍千戸に進んだ。
至正23年（1363年）、鄱陽湖の戦いに参加した。武昌を攻略した。蘇州・湖州を攻略し、指揮僉事に進んだ。
洪武元年（1368年）、北伐に参加した。大都を攻略し、慶陽・定西を攻めた。都督僉事・晋王府相に進んだ。沐英に従い、朶甘を攻めて乞失迦を降し、洮州にある18の部族を屈服させた。
洪武12年（1380年）、永平侯に封ぜられ、禄2千石を賜り、指揮使となった。
洪武20年（1387年）、張温と共に納哈出を追討し、その後、応天に帰還した。
洪武27年（1394年）、罪を得て亡くなり、屋敷や田畑は没収された。